# Katastrofa lotu Sempati Air 304
Katastrofa lotu Sempati Air 304 – katastrofa lotnicza, która wydarzyła się 17 lipca 1997 roku na obrzeżach miasta Bandung w Indonezji. Samolot Fokker F27 indonezyjskich linii Sempati Air rozbił się w wyniku awarii silnika. W wypadku zginęło 28 osób.

## Przebieg i przyczyny wypadku
Samolotem, który uległ wypadkowi był wyprodukowany w 1969 roku Fokker F27 Friendship należący do indonezyjskich linii lotniczych Trigana Air Service, tego dnia wykonujący lot dla linii Sempati Air, posiadający numery rejestracyjne PK-YPM. Samolot wykonywał regularny krajowy lot na trasie Bandung-Dżakarta. Wystartował on z lotniska w Bandung o godzinie 11:46 czasu lokalnego. Niedługo po starcie z jednego z silników Fokkera zaczął wydobywać się dym, chwilę później całkowicie utracił on moc. Załoga zdecydowała się wykonać awaryjne lądowanie w bazie lotniczej Sulaiman w Bandung. Podczas próby podejścia na pas startowy nr 13, samolot gwałtownie opadł, zahaczył o dachy domów w dzielnicy Margahayu, a następnie rozbił się na błotnistym polu. W wypadku zginęło 28 osób spośród 50 znajdujących się na pokładzie, rannych zostało również kilka osób na ziemi. Za przyczyny wypadku uznane zostały utrata ciągu lewego silnika oraz nieprzestrzeganie przez załogę procedur odejścia na drugi krąg z jednym niepracującym silnikiem.